# Jacques Thouvenot
Pour les articles homonymes, voir Thouvenot.
Jacques Thouvenot, né le 20 janvier 1753 à Toul (Trois-Évêchés), mort le 31 mars 1810 à Temeswar (Roumanie), est un général de brigade de la Révolution française.

## États de service
Il est nommé capitaine le 15 septembre 1791, au 24e régiment d’infanterie, et le 16 juin 1792, il devient adjoint aux adudants-généraux à l’armée du Centre. Le 29 août 1792, il passe adjudant-général lieutenant-colonel, puis adjudant-général colonel le 15 octobre 1792. Aide de camp du général Dumouriez, il fait la campagne de 1792, avec beaucoup de distinction, particulièrement aux batailles de Valmy le 20 septembre 1792, et à Jemappes le 6 novembre 1792.
Il est promu maréchal de camp le 19 novembre 1792, chef d’état-major de l’armée de Belgique. En 1793, il est affecté à l’armée du Nord, et le 5 avril 1793, il suit le général Dumouriez dans sa fuite en Autriche, avant de passer au service de ce pays.
Il meurt le 31 mars 1810, à Temeswar.
Il est le frère du général de division Pierre Thouvenot (1757-1817).

## Sources
- (en) « Generals Who Served in the French Army during the Period 1789 - 1814: Eberle to Exelmans »
- (pl) « Napoléon.org.pl »
- Charles Théodore Beauvais et Vincent Parisot, Victoires, conquêtes, revers et guerres civiles des Français, depuis les Gaulois jusqu’en 1792, tome 26, C.L.F Panckoucke, janvier 1822, 414 p. (lire en ligne), p. 213.
- Arthur Chuquet, Les guerres de la Révolution, p. 136.